# Trolleybus van Suhl
De trolleybus van Suhl is een nooit in gebruik genomen trolleybusproject in de DDR. In een eerste fase zou een trolleybuslijn de in de Duitse deelstaat Thüringen gelegen stad Suhl verbonden hebben met de nabijgelegen gemeente Zella-Mehlis. Verdere plannen voorzagen in de uitbouw van het trolleybusnet binnen de stad Suhl.

## Geschiedenis
In de jaren tachtig stelde de DDR zich tot doel om invoer van dure aardolie zo veel mogelijk te beperken, en maximaal beroep te doen op de zelf ontgonnen bruinkool. Daarom had de overheid plannen om een trolleybusnet in te voeren in de toenmalige Bezirksstadt Suhl maar ook in regionale steden zoals Hoyerswerda, Neubrandenburg, Stendal, Stralsund en Wismar. In Suhl werd een 5,5 kilometer lange lijn gepland van het grote woongebied Suhl-Nord via Fröhlicher Mann naar het huidige aan de Bundesautobahn 71 gelegen industriegebied Zella-Mehlis, toen nog Industriegebiet Nord genoemd. Dit traject viel samen met dat van de huidige buslijnen B, F en H. De beslissing voor de bouw viel al in januari 1983 en de realisering was gepland binnen zeven jaar. Hoewel de regering van de DDR zich in maart 1987 uit het project terugtrok, ging de lokale overheid ermee verder. De oorspronkelijk voorziene openingsdatum was 7 oktober 1989, de veertigste verjaardag van de DDR.
In 1989 begonnen de werken met de plaatsing van de eerste bovenleidingsmasten in de omgeving van de Großen Beerbergstraße en de straat Am Königswasser. Maar de de Wende in 1989 bracht een grote ommekeer, waardoor de trolleybus in de DDR niet langer een toekomst had. In 1990 besliste de gemeenteraad tot stopzetting van het project, hoewel de bovenleiding op dat ogenblik al grotendeels was afgewerkt.
Tot op heden herinneren betonnen bovenleidingsmasten in de Industriestraße en het daar gelegen onderstation aan de nooit in dienst gekomen trolleybus van Suhl. Van de in dezelfde periode voorziene nieuwe trolleybusnetten kwam uiteindelijk alleen de trolleybus van Hoyerswerda in dienst.

## Voertuigen
Nog in 1990 leverde de Hongaarse busbouwer Ikarus vijf gelede trolleybussen van het type 280.93 aan Suhl. Deze kostten samen circa 3,5 miljoen Oost-Duitse Mark en zij kwamen op 1 mei 1990 per spoor aan, gelijktijdig met het stopzetten van de aanleg van de lijn. De vijf fabrieksnieuwe voertuigen verhuisden in mei 1991 naar het trolleybusnet van Weimar waar ze in het wagenpark opgenomen werden met de nummers 214 tot 218. Na de opheffing in 1993 van de trolleybus in Weimar gingen de voertuigen 214 en 215 naar het Russische Tsjeljabinsk. De nummers 217 en 218 kwamen terecht bij het Roemeense trolleybusbedrijf van Timișoara en nummer 216 werd na zijn verblijf in Weimar verschroot in Boedapest.